# Torben Lodberg
Torben Lodberg (født 4. september 1929 i København, død 20. maj 2014) var en dansk journalist, redaktør og forfatter.
Som plejesøn af slægtsforskeren Thorvald Lodberg (1891-1959) og hans kone Ingrid Karla Prahl Lauersen (1896-1975) blev han uddannet som isenkræmmer og kontorassistent fra 1945 til 1949 og arbejdede som assistent i de næste ti år. I 1961 blev han sekretær i Danmarks Socialdemokratiske Ungdom. I 1964 blev han ansat som journalist ved Socialdemokratiets Nyhedstjeneste og desuden som programassistent ved Danmarks Radio i børne-, ungdoms- og skoleafdelingen. Efter et år blev han under- og informationschef i Dansk Flygtningehjælp. I 1966 blev han igen programmedarbejder i DR.
27. september 1969 blev han gift med Inger Aase Skøtt (født 1944). Fra 1969 til 1972 arbejdede han som undersøgelses- og informationsmedarbejder på skoledirektørens kontor i Nuuk, hvilket var hans første kontakt med Grønland. I 1970 blev han administrativt medlem af Grønlands Presseforening i to år. Fra 1972 var han freelancer på Kalaallit Nunaata Radioa og blev samtidig ansat som avisredaktør på Atuagagdliutit i København, hvor han var indtil 1977, samt medlem af Folketingets Presseloge. I 1973 blev han også redaktionssekretær på Socialistisk Dagblad, hvor han var indtil 1982. Fra 1974 til 1982 var han kasserer i presselogen i Københavns Borgerrepræsentation. Med start i 1976 og var han revisor i Dansk Journalistforbund i ti år. I 1978 var han medforfatter til bogen Inngili qernertoq ("Den sorte engel"), som handler om strejken i minen af samme navn i Maamorilik. Fra 1981 til 1987 var han for anden gang redaktør af Atuagagdliutit i København. I 1984 blev han næstformand for Grønlands Journalister og i 1987 første formand. Fra 1987 til 1996 fortsatte han med at arbejde i den grønlandske regerings informationsafdeling, på Danmarkskontoret i København og på Tusagassiorfik, det grønlandske pressekontor, som han selv grundlagde i 1987. I 1990 skrev han bogen Maarmorilik.
I 1988 udgav han sammen med Grønlands regering den første udgave af det biografiske leksikon Grønlands Grønne Bog. Leksikonet, som var inspireret af Kraks Blå Bog fra Danmark, og skulle opdateres med jævne mellemrum, beskrev vigtige nulevende grønlænderes livsforløb og indeholdt 294 biografier i den første udgave. Torben Lodberg gik på pension i 2000, og leksikonet blev udgivet for sidste gang i 2001. 3. august 2004 modtog han fortjenstmedaljen Nersornaat i sølv for sit engagement i Grønland.
Han døde i 2014 i en alder af 84 år.